# يوسف آل زريع
يوسف حسين آل زريع (مواليد 16 مايو 1997) هو لاعب كرة قدم سعودي يلعب حالياً في نادي الجبيل.

## مسيرة اللاعب
لعب سابقاً في نادي حبونا ونادي الأخدود ونادي الجبلين ونادي الجبيل.